# Бережний Сергій Михайлович
Сергій Михайлович Бережний (рос. Сергей Михайлович Бережной; 20 липня 1949, Одеса — 3 серпня 2011, Санкт-Петербург) — танцівник і педагог Маріїнського театру, народний артист Росії.

## Життєпис
У 1967 закінчив Київське державне хореографічне училище (педагог Володимир Денисенко), у 1970 — Ленінградське хореографічне училище (педагог Олександр Пушкін).
Відразу після закінчення училища Сергій Бережний був прийнятий в Ленінградський театр опери та балету імені Кірова (Маріїнський театр).
У 1970—1990 Сергій Бережний був одним з провідних танцівників театру, видатним виконавцем ролей і класичного репертуару (Джеймс в «Сильфіді», Дезіре у «Сплячій красуні», Солор в «Баядерці», Зігфрід у «Лебединому озері», Жан де Брієнн в «Раймонді», Юнак у «Шопеніані»), і балетів XX століття (Вацлав в «Бахчисарайському фонтані», Ромео в «Ромео і Джульєті», Данила в «Кам'яній квітці», Ферхад в «Легенді про любов», Адам в «Створенні світу», Феб і Квазімодо в «Соборі Паризької богоматері»).
Партнерками Сергія Бережного по танцю були Нінель Кургапкіна, Габріела Комлева, Ірина Колпакова, Алла Сизова і балерини наступного покоління — Тетяна Терехова, Любов Кунакова, Ольга Ченчикова.
З 1990 Бережний — педагог репетитор Маріїнського театру. За час своєї репетиторської діяльності Сергій Михайлович виховав таких солістів балету, як Віктор Баранов, Олександр Гуляєв, Дмитро Груздєв, Микита Щеглов, Михайло Лобухін, в останні сезони працював з Максимом Зюзіним та Олексієм Недвигою.
У 2006 році Сергій Бережний повернувся на балетну сцену, він виступив у новій постановці балету «Золоте століття», а в 2010 році Олексій Ратманський залучив його до роботи над партією Кареніна у балеті «Анна Кареніна». Ця роль стала останньою в житті артиста.
Сергій Бережний знімався в телефільмах концертах «Душі моєї цариця» (1981) і «Сильфіда» (1984).
Дружина Сергія Бережного Тетяна Терехова (Бережна), балетмейстер репетитор Маріїнського театру.